# Provincia di Balıkesir
La provincia di Balıkesir (in turco Balıkesir ili) è una provincia della Turchia nella regione di Marmara con 1 160 731 abitanti (dato 2012).
Dal 2012 il suo territorio coincide con quello del comune metropolitano di Balıkesir (Balıkesir Büyükşehir Belediyesi).

## Geografia fisica
La provincia si trova lungo le coste meridionali del mar di Marmara, estendendosi all'interno fino al mar Egeo. Ad est confina con la provincia di Bursa, a sud con le province di Kütahya, Manisa e Smirne, a ovest con la provincia di Çanakkale. Il suo capoluogo è Balıkesir sito nel centro della provincia.

## Geografia antropica

### Suddivisioni amministrative

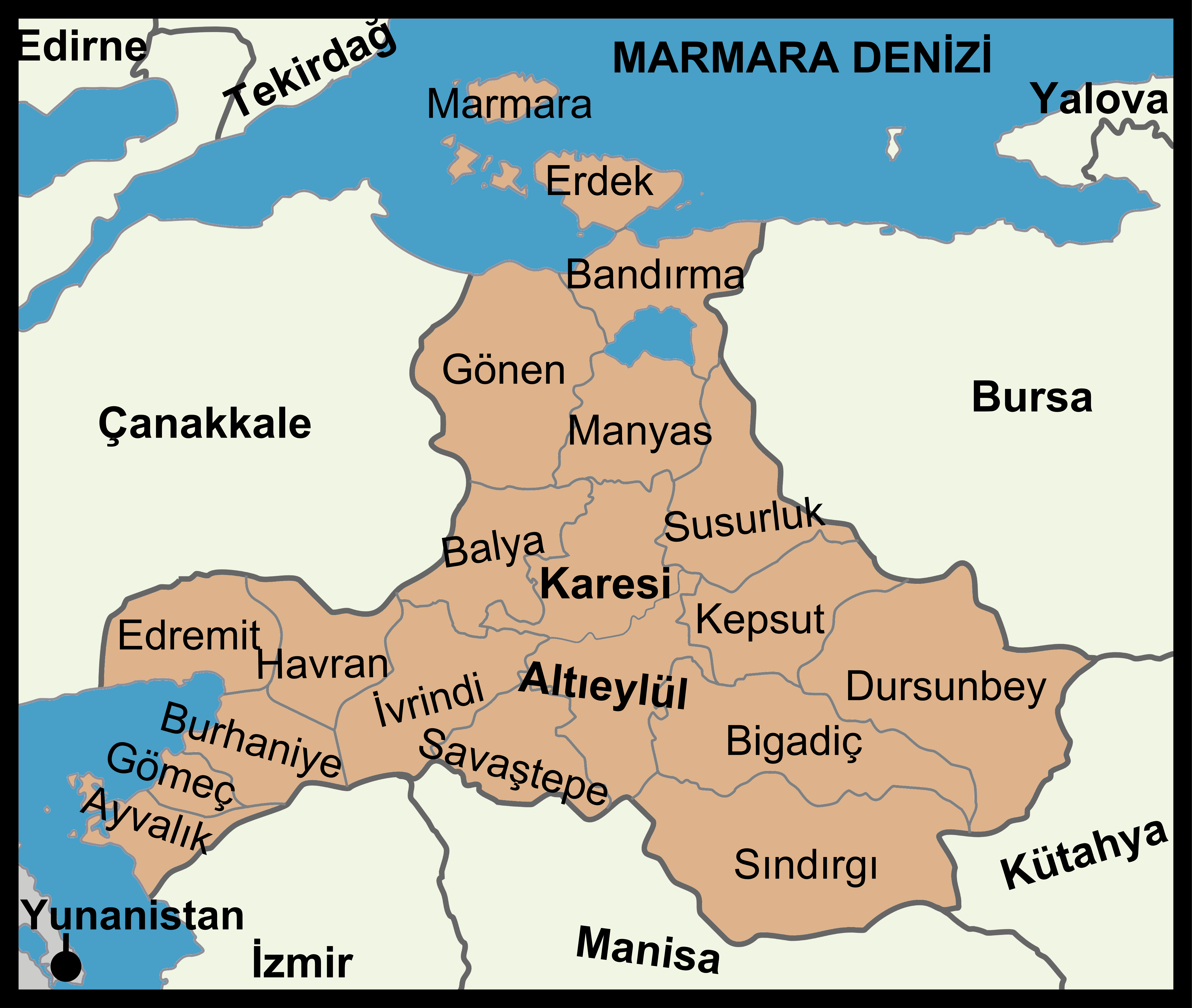
Distrettri della provincia di Balıkesir

La provincia è divisa in 20 distretti: 	
- Altıeylül
- Ayvalık
- Balya
- Bandırma
- Bigadiç
- Burhaniye
- Dursunbey
- Edremit
- Erdek
- Gömeç

- Gönen
- Havran
- İvrindi
- Karesi
- Kepsut
- Manyas
- Marmara
- Savaştepe
- Sındırgı
- Susurluk

Nel 2012 è stato abolito il distretto centrale, sostituito dai distretti di Altıeylül e di Karesi.
Fanno parte della provincia 55 comuni e 906 villaggi.